# Georges Snoy
Georges Idesbalde Marie Ghislain Snoy (Parijs, 21 maart 1844 - Eigenbrakel, 29 november 1923) was een Belgisch volksvertegenwoordiger.

## Biografie

### Familie
Baron Georges Snoy was een telg uit de familie Snoy. Hij was de enige zoon van Alphonse Snoy (1820-1844) en Julienne de la Croix de Chevrières de Sayve (1819-1897). Hij was pas een maand oud wanneer zijn vader overleed. Na dit vroegtijdig overlijden hertrouwde de weduwe met graaf Léon de Robiano, burgemeester van Kasteelbrakel en senator. Hij was een halfbroer van graaf Stanislas de Robiano, burgemeester van Kasteelbrakel.
Hij trouwde in 1871 in Wez-Velvain met gravin Alix du Chastel de la Howarderie (1849-1934), dochter van graaf Henri du Chastel de la Howarderie, burgemeester van Wez-Velvain. Ze kregen een zoon en vijf dochters.
- Julienne Snoy (1872-1950), trouwde in 1895 in Brussel met graaf Henri de Limburg Stirum (1864-1953), burgemeester van Rumbeke, zoon van graaf Thierry de Limburg Stirum, historicus en senator. Ze kregen twee zoons en een dochter, met afstammelingen tot heden.
- Henriette Snoy (1873-1957), trouwde in 1902 in Eigenbrakel met graaf Frédéric van den Steen de Jehay (1858-1918), diplomaat en kabinetschef van koning Albert I, zoon van graaf Victor van den Steen de Jehay, burgemeester van Uitbergen. Het huwelijk bleef kinderloos.
- Jeanne Snoy (1878-1955), trouwde in 1901 in Elsene met Charles Jourda de Vaux de Chabanolles (1865-1946). Ze kregen drie dochters, met afstammelingen tot heden. Ze waren de schoonouders van David Kelly, Brits diplomaat.
- Raymond Snoy (1885-1960), luitenant-generaal en gemeenteraadslid van Eigenbrakel, trouwde in 1920 in Londen met Enid Siltzer (1895-1983). Ze kregen vier zoons en drie dochters, met afstammelingen tot heden.

Hij was een kleinzoon van baron Idesbalde Snoy d'Oppuers, senator, een neef van baron Charles Snoy, industrieel, provincieraadslid van Brabant en volksvertegenwoordiger, en baron Thierry Snoy et d'Oppuers, burgemeester van Ophain-Bois-Seigneur-Isaac en senator.

### Loopbaan
Gepromoveerd tot doctor in de politieke en sociale wetenschappen (1868) aan de Katholieke Universiteit Leuven, werd hij verkozen tot gemeenteraadslid van Eigenbrakel (1890-1899).
In juni 1884 werd hij verkozen tot katholiek volksvertegenwoordiger voor het arrondissement Nijvel en vervulde dit mandaat tot in 1911. Van 1894 tot 1900 was hij ondervoorzitter van de Kamer. In dezelfde periode zetelde zijn stiefvader Léon de Robiano in de Senaat.